# SC Preußen 1911 Glogau
Der Sport-Club Preußen 1911 Glogau (kurz SC Preußen Glogau) war ein deutscher Fußballverein aus der niederschlesischen Stadt Glogau (heute Głogów, Polen).

## Geschichte
Der Verein wurde am 1. März 1911 von 20 Jugendlichen als SC Preußen 1911 Glogau gegründet und gehörte dem Südostdeutschen Fußball-Verband an.
1927, 1930 und 1931 wurde der Verein niederschlesischer Vizemeister. 1933 verpasste der SC Preußen die Qualifikation für die neu eingeführte Gauliga Schlesien und spielte fortan in der zweitklassigen Bezirksliga Niederschlesien.
1943 stieg der SC Preußen 1911 Glogau in die Gauliga Niederschlesien auf, während der Saison 1943/44 zog der Verein seine erste Mannschaft kriegsbedingt vom Spielbetrieb zurück.
Neben Fußball betrieb der Verein auch Leichtathletik und Handball.
Nach Ende des Zweiten Weltkrieges wurde die Stadt Glogau polnisch und der Verein SC Preußen 1911 Glogau wurde aufgelöst.
Vereine aus der BRD übernahmen teilweise sogenannte Patenschaften für ehemalige Vereine aus den Ostgebieten. Im Fall von Preußen Glogau war dies 1955 Hannover 96. Geflüchtete Glogauer überreichten 96 einen Preußen-Wimpel und ein Bild aus der Heimat.

## Erfolge
- 3 × Niederschlesischer Vizemeister: 1927, 1930, 1931
- 2 × Teilnehmer an der Südostendrunde: 1930, 1931